# Keita (Departement)
Keita ist ein Departement in der Region Tahoua in Niger.

## Geographie
Das Departement liegt im Süden des Landes. Es besteht aus der Stadtgemeinde Keita und den Landgemeinden Garhanga, Ibohamane und Tamaské. Der namensgebende Hauptort des Departements ist Keita.
Es gibt sechs Dörfer mit mehr als 5000 Einwohnern laut Volkszählung 2012:
- Garhanga (Gemeindehauptort)
- Ibohamane (Gemeindehauptort)
- Laba
- Tabofat
- Tamaské (Gemeindehauptort)
- Tchimbaba Tané[2]

## Geschichte
Nach der Unabhängigkeit Nigers im Jahr 1960 wurde das Staatsgebiet in 32 Bezirke (circonscriptions) aufgeteilt. Einer davon war der Bezirk Keita. 1964 gliederte eine Verwaltungsreform Niger in sieben Departements, die Vorgänger der späteren Regionen, und 32 Arrondissements, die Vorgänger der späteren Departements. Im Zuge dessen wurde der Bezirk Keita in das Arrondissement Keita umgewandelt. Der spätere Premierminister Brigi Rafini leitete von September 1986 bis September 1987 als Unterpräfekt das Arrondissement.
Im Jahr 1998 wurden die bisherigen Arrondissements Nigers zu Departements erhoben, an deren Spitze jeweils ein vom Ministerrat ernannter Präfekt steht. Die Gliederung des Departements in Gemeinden besteht seit dem Jahr 2002. Zuvor bestand es aus dem städtischen Zentrum Keita und den Kantonen Keita, Garhanga/Laba und Tamaské.

## Bevölkerung
Das Departement Keita hat gemäß der Volkszählung 2012 337.098 Einwohner. Bei der Volkszählung 2001 waren es 218.337 Einwohner, bei der Volkszählung 1988 159.418 Einwohner und bei der Volkszählung 1977 127.439 Einwohner.

## Verwaltung
An der Spitze des Departements steht ein Präfekt (französisch: préfet), der vom Ministerrat auf Vorschlag des Innenministers ernannt wird.
| Amtszeit                      | Name                      |
| ----------------------------- | ------------------------- |
| …                             |                           |
| 15. Apr. 2010 – 3. Jun. 2011  | Kader Mohamed             |
| 3. Jun. 2011 – 29. Jul. 2016  | Amadou Kané               |
| 29. Jul. 2016 – 23. Mär. 2017 | Abdou Salamou             |
| 23. Mär. 2017 – 8. Nov. 2021  | Abass Baoua               |
| 8. Nov. 2021 – 30. Nov. 2022  | Amadou Issa Abdourahamane |
| 30. Nov. 2022 – 21. Sep. 2023 | Harouna Maïdabo           |
| seit 21. Sep. 2023            | Hama Boureima             |